# Суперкупа на УЕФА 2011
Суперкупата на УЕФА 2011 е 36-ата Суперкупа на УЕФА организирана от УЕФА. Мачът се провежда на стадион Луи II в Монако на 26 август 2011. За трофея се борят един срещу друг победителят от Шампионска лига 2010/11 Барселона и шампионът на Лига Европа 2010/11 Порто.
Това е рекордно осмо участие на Барселона. Мачът е гледан от 18 048 посетители в стадиона. Барселона печели с 2-0 чрез голове на Лионел Меси и Сеск Фабрегас, а Роландо от Порто получава втори жълт и червен картон в края на мача при резултат 1–0 за Барселона. Гуарин от Порто е изгонен в последната минута при резултат 2–0 за груб фаул. Титлата е втора в рамките на три години за Барселона и общо четвърта в турнира.

## Детайли
| 28 август 2011 21:45 |

| Барселона             | 2:0    | Порто |
| --------------------- | ------ | ----- |
| Меси 39' Фабрегас 88' | Доклад |       |

| Луи II, Монако |